# Campeón de Campeones 2022-23 Liga de Expansión
El trofeo Campeón de Campeones 2022-23 fue la edición III del Campeón de Campeones de la Liga de Expansión MX. Esta edición fue disputada por los campeones de la Liga de Expansión MX correspondientes a los torneos Apertura 2022 y Clausura 2023, títulos que fueron conseguidos por los clubes Atlante Fútbol Club y Club Deportivo Tapatío respectivamente.
A partir de la temporada 2020-21 este título sustituye al que se otorgaba al Campeón de Ascenso, ya que la Liga de Expansión MX fue fundada en el año 2020 como parte del "Proyecto de Estabilización", el cual tiene como objetivo rescatar a los equipos de la Liga de Ascenso de México con problemas financieros y evitar de esta forma la desaparición de la Segunda División en México, por lo cual no habrá ascensos ni descensos en Primera División durante las próximas 6 temporadas siguientes a la conformación de la Liga de Expansión. Además, busca que los equipos de la Liga MX y del Ascenso MX consoliden proyectos estables que cuenten con bases sólidas, tanto deportivas como administrativas, financieras y de infraestructura.
Como compensación por la suspensión del ascenso a Primera División, el ganador de la serie se llevará un premio económico de $MXN 10 millones, además del trofeo que lo acredita como el campeón de la temporada. Sin embargo, debido a que esta edición cuenta con la participación de un equipo filial de una escuadra de la Liga MX, en caso de que este conjunto gane el trofeo, no recibirá el premio económico correspondiente.

## Sistema de competición
Disputarán la copa Campeón de Campeones 2022-23 los campeones de los torneos Apertura 2022 y Clausura 2023.
El club vencedor de la serie y por lo tanto Campeón de Campeones, será aquel que en los dos partidos anote el mayor número de goles. Si al término del tiempo reglamentario del segundo partido el marcador global se encuentra empatado, se agregarán dos tiempos extras de 15 minutos cada uno. De persistir el empate en estos periodos, se procederá a lanzar tiros penales hasta que resulte un vencedor.

## Información de los equipos
| Equipo  | Entrenador            | Estadio                | Ciudad           |
| ------- | --------------------- | ---------------------- | ---------------- |
| Atlante | Mario García Covalles | Ciudad de los Deportes | Ciudad de México |
| Tapatío | Gerardo Espinoza      | Jalisco                | Zapopan, Jalisco |

## Partidos
| 27 de mayo de 2023 | Tapatío                  | 3:1 (2:1) | Atlante           | Estadio Jalisco, Guadalajara, Jalisco                                 |                                                                       |
| 19:00 (UTC -6)     | J. González 9', 28', 58' | Reporte   | 45+2' J. Portales | Asistencia: 6 005 espectadores Árbitro(s): Iván Antonio López Sánchez | Asistencia: 6 005 espectadores Árbitro(s): Iván Antonio López Sánchez |

| 3 de junio de 2023                               | Atlante        | 1:0 (0:0) (Global 2:3) | Tapatío | Estadio de la Ciudad de los Deportes, Ciudad de México            |                                                                   |
| 19:00 (UTC -6)                                   | A. Escobar 55' | Reporte                |         | Asistencia: 14 932 espectadores Árbitro(s): Mario Terrazas Chávez | Asistencia: 14 932 espectadores Árbitro(s): Mario Terrazas Chávez |
| Tapatío campeón del Campeón de Campeones 2022-23 |                |                        |         |                                                                   |                                                                   |

### Final - Ida
| 51    | Guardameta     | Eduardo García          |     |
| 42    | Defensa        | Juan de Dios Aguayo     |     |
| 54    | Defensa        | Miguel Gómez            |     |
| 63    | Defensa        | Diego Campillo          |     |
| 35    | Centrocampista | Sebastián Pérez Bouquet |     |
| 47    | Centrocampista | Oscar Macías            |     |
| 52    | Centrocampista | Christopher Engelhart   | 59' |
| 57    | Centrocampista | Dylan Guajardo          |     |
| 237   | Centrocampista | Mateo Chávez            | 88' |
| 59    | Delantero      | Juan Brigido            | 79' |
| 62    | Delantero      | Jesús González          | 88' |
| D. T. | D. T.          | Gerardo Espinoza        |     |

| 20    | Guardameta     | Humberto Hernández    |     |
| 5     | Defensa        | Francisco Reyes       |     |
| 19    | Defensa        | Juan Portales         |     |
| 27    | Defensa        | Armando Escobar       |     |
| 28    | Defensa        | Elbis                 |     |
| 6     | Centrocampista | Miguel Velázquez      | 70' |
| 8     | Centrocampista | Omar Soto             | 45' |
| 14    | Centrocampista | Rolando González      |     |
| 16    | Centrocampista | Jonathan Martínez     | 63' |
| 21    | Centrocampista | Paul Galván           | 70' |
| 9     | Delantero      | César López           | 63' |
| D. T. | D. T.          | Mario García Covalles |     |

| 48  | Defensa   | Deivoon Magaña      | 59' |
| 58  | Delantero | Alejandro Organista | 79' |
| 56  | Delantero | Benjamín Sánchez    | 88' |
| 182 | Delantero | Luis Puente         | 88' |

| 33 | Centrocampista | Juan Velásquez     | 45' |
| 10 | Delantero      | Juan Angulo        | 63' |
| 26 | Delantero      | Daniel López       | 63' |
| 36 | Delantero      | Sebastián Caicedo  | 70' |
| 13 | Centrocampista | Maximiliano García | 70' |

| 9' · 28' · 58' | Jesús González | 1:0 2:0 3:1 |

| 45+2' | Juan Portales | 2:1 |

| 44' · 90+3' | Eduardo García Alejandro Organista |

| 23' · 30' · 48' · 69' · 71' · 86' | Rolando González Omar Soto Juan Velásquez Armando Escobar Sebastián Caicedo Francisco Reyes |

| 75' | Rolando González |

| Principal  | Iván Antonio López Sánchez |
| Asistentes | René Ramírez Ayala         |
|            | Oscar Yahir Barriga Castro |
| Cuarto     | Edgar Ulises Rangel Araujo |

|                    |     |     |
| Tiros a puerta     | 11  | 5   |
| Saques de esquina  | 2   | 1   |
| Posesión del balón | 55% | 45% |

| Alineación inicial |

| 51    | Guardameta     | Eduardo García          |     |
| 42    | Defensa        | Juan de Dios Aguayo     |     |
| 54    | Defensa        | Miguel Gómez            |     |
| 63    | Defensa        | Diego Campillo          |     |
| 35    | Centrocampista | Sebastián Pérez Bouquet |     |
| 47    | Centrocampista | Oscar Macías            |     |
| 52    | Centrocampista | Christopher Engelhart   | 59' |
| 57    | Centrocampista | Dylan Guajardo          |     |
| 237   | Centrocampista | Mateo Chávez            | 88' |
| 59    | Delantero      | Juan Brigido            | 79' |
| 62    | Delantero      | Jesús González          | 88' |
| D. T. | D. T.          | Gerardo Espinoza        |     |

| 20    | Guardameta     | Humberto Hernández    |     |
| 5     | Defensa        | Francisco Reyes       |     |
| 19    | Defensa        | Juan Portales         |     |
| 27    | Defensa        | Armando Escobar       |     |
| 28    | Defensa        | Elbis                 |     |
| 6     | Centrocampista | Miguel Velázquez      | 70' |
| 8     | Centrocampista | Omar Soto             | 45' |
| 14    | Centrocampista | Rolando González      |     |
| 16    | Centrocampista | Jonathan Martínez     | 63' |
| 21    | Centrocampista | Paul Galván           | 70' |
| 9     | Delantero      | César López           | 63' |
| D. T. | D. T.          | Mario García Covalles |     |

| 48  | Defensa   | Deivoon Magaña      | 59' |
| 58  | Delantero | Alejandro Organista | 79' |
| 56  | Delantero | Benjamín Sánchez    | 88' |
| 182 | Delantero | Luis Puente         | 88' |

| 33 | Centrocampista | Juan Velásquez     | 45' |
| 10 | Delantero      | Juan Angulo        | 63' |
| 26 | Delantero      | Daniel López       | 63' |
| 36 | Delantero      | Sebastián Caicedo  | 70' |
| 13 | Centrocampista | Maximiliano García | 70' |

| 9' · 28' · 58' | Jesús González | 1:0 2:0 3:1 |

| 45+2' | Juan Portales | 2:1 |

| 44' · 90+3' | Eduardo García Alejandro Organista |

| 23' · 30' · 48' · 69' · 71' · 86' | Rolando González Omar Soto Juan Velásquez Armando Escobar Sebastián Caicedo Francisco Reyes |

| 75' | Rolando González |

| Principal  | Iván Antonio López Sánchez |
| Asistentes | René Ramírez Ayala         |
|            | Oscar Yahir Barriga Castro |
| Cuarto     | Edgar Ulises Rangel Araujo |

|                    |     |     |
| Tiros a puerta     | 11  | 5   |
| Saques de esquina  | 2   | 1   |
| Posesión del balón | 55% | 45% |

| Alineación inicial |

| 51    | Guardameta     | Eduardo García          |     |
| 42    | Defensa        | Juan de Dios Aguayo     |     |
| 54    | Defensa        | Miguel Gómez            |     |
| 63    | Defensa        | Diego Campillo          |     |
| 35    | Centrocampista | Sebastián Pérez Bouquet |     |
| 47    | Centrocampista | Oscar Macías            |     |
| 52    | Centrocampista | Christopher Engelhart   | 59' |
| 57    | Centrocampista | Dylan Guajardo          |     |
| 237   | Centrocampista | Mateo Chávez            | 88' |
| 59    | Delantero      | Juan Brigido            | 79' |
| 62    | Delantero      | Jesús González          | 88' |
| D. T. | D. T.          | Gerardo Espinoza        |     |

| 20    | Guardameta     | Humberto Hernández    |     |
| 5     | Defensa        | Francisco Reyes       |     |
| 19    | Defensa        | Juan Portales         |     |
| 27    | Defensa        | Armando Escobar       |     |
| 28    | Defensa        | Elbis                 |     |
| 6     | Centrocampista | Miguel Velázquez      | 70' |
| 8     | Centrocampista | Omar Soto             | 45' |
| 14    | Centrocampista | Rolando González      |     |
| 16    | Centrocampista | Jonathan Martínez     | 63' |
| 21    | Centrocampista | Paul Galván           | 70' |
| 9     | Delantero      | César López           | 63' |
| D. T. | D. T.          | Mario García Covalles |     |

| 48  | Defensa   | Deivoon Magaña      | 59' |
| 58  | Delantero | Alejandro Organista | 79' |
| 56  | Delantero | Benjamín Sánchez    | 88' |
| 182 | Delantero | Luis Puente         | 88' |

| 33 | Centrocampista | Juan Velásquez     | 45' |
| 10 | Delantero      | Juan Angulo        | 63' |
| 26 | Delantero      | Daniel López       | 63' |
| 36 | Delantero      | Sebastián Caicedo  | 70' |
| 13 | Centrocampista | Maximiliano García | 70' |

| 9' · 28' · 58' | Jesús González | 1:0 2:0 3:1 |

| 45+2' | Juan Portales | 2:1 |

| 44' · 90+3' | Eduardo García Alejandro Organista |

| 23' · 30' · 48' · 69' · 71' · 86' | Rolando González Omar Soto Juan Velásquez Armando Escobar Sebastián Caicedo Francisco Reyes |

| 75' | Rolando González |

| Principal  | Iván Antonio López Sánchez |
| Asistentes | René Ramírez Ayala         |
|            | Oscar Yahir Barriga Castro |
| Cuarto     | Edgar Ulises Rangel Araujo |

|                    |     |     |
| Tiros a puerta     | 11  | 5   |
| Saques de esquina  | 2   | 1   |
| Posesión del balón | 55% | 45% |

| Alineación inicial |

| 51    | Guardameta     | Eduardo García          |     |
| 42    | Defensa        | Juan de Dios Aguayo     |     |
| 54    | Defensa        | Miguel Gómez            |     |
| 63    | Defensa        | Diego Campillo          |     |
| 35    | Centrocampista | Sebastián Pérez Bouquet |     |
| 47    | Centrocampista | Oscar Macías            |     |
| 52    | Centrocampista | Christopher Engelhart   | 59' |
| 57    | Centrocampista | Dylan Guajardo          |     |
| 237   | Centrocampista | Mateo Chávez            | 88' |
| 59    | Delantero      | Juan Brigido            | 79' |
| 62    | Delantero      | Jesús González          | 88' |
| D. T. | D. T.          | Gerardo Espinoza        |     |

| 20    | Guardameta     | Humberto Hernández    |     |
| 5     | Defensa        | Francisco Reyes       |     |
| 19    | Defensa        | Juan Portales         |     |
| 27    | Defensa        | Armando Escobar       |     |
| 28    | Defensa        | Elbis                 |     |
| 6     | Centrocampista | Miguel Velázquez      | 70' |
| 8     | Centrocampista | Omar Soto             | 45' |
| 14    | Centrocampista | Rolando González      |     |
| 16    | Centrocampista | Jonathan Martínez     | 63' |
| 21    | Centrocampista | Paul Galván           | 70' |
| 9     | Delantero      | César López           | 63' |
| D. T. | D. T.          | Mario García Covalles |     |

| 48  | Defensa   | Deivoon Magaña      | 59' |
| 58  | Delantero | Alejandro Organista | 79' |
| 56  | Delantero | Benjamín Sánchez    | 88' |
| 182 | Delantero | Luis Puente         | 88' |

| 33 | Centrocampista | Juan Velásquez     | 45' |
| 10 | Delantero      | Juan Angulo        | 63' |
| 26 | Delantero      | Daniel López       | 63' |
| 36 | Delantero      | Sebastián Caicedo  | 70' |
| 13 | Centrocampista | Maximiliano García | 70' |

| 9' · 28' · 58' | Jesús González | 1:0 2:0 3:1 |

| 45+2' | Juan Portales | 2:1 |

| 44' · 90+3' | Eduardo García Alejandro Organista |

| 23' · 30' · 48' · 69' · 71' · 86' | Rolando González Omar Soto Juan Velásquez Armando Escobar Sebastián Caicedo Francisco Reyes |

| 75' | Rolando González |

| Principal  | Iván Antonio López Sánchez |
| Asistentes | René Ramírez Ayala         |
|            | Oscar Yahir Barriga Castro |
| Cuarto     | Edgar Ulises Rangel Araujo |

|                    |     |     |
| Tiros a puerta     | 11  | 5   |
| Saques de esquina  | 2   | 1   |
| Posesión del balón | 55% | 45% |

| Alineación inicial |

### Final - Vuelta
| 20    | Guardameta     | Humberto Hernández    |     |
| 2     | Defensa        | Fernando Ramírez      | 62' |
| 5     | Defensa        | Francisco Reyes       | 78' |
| 19    | Defensa        | Juan Portales         |     |
| 27    | Defensa        | Armando Escobar       |     |
| 28    | Defensa        | Elbis                 |     |
| 6     | Centrocampista | Miguel Velázquez      |     |
| 16    | Centrocampista | Jonathan Martínez     | 69' |
| 21    | Centrocampista | Paul Galván           | 78' |
| 34    | Centrocampista | Edgar Jiménez         | 78' |
| 37    | Delantero      | Iván Ochoa            |     |
| D. T. | D. T.          | Mario García Covalles |     |

| 51    | POR   | Eduardo García          |     |
| 45    | DEF   | Raúl Martínez           |     |
| 54    | DEF   | Miguel Gómez            |     |
| 63    | DEF   | Diego Campillo          |     |
| 35    | DEF   | Sebastián Pérez Bouquet | 65' |
| 47    | MED   | Oscar Macías            |     |
| 52    | MED   | Christopher Engelhart   | 62' |
| 57    | MED   | Dylan Guajardo          |     |
| 237   | MED   | Mateo Chávez            |     |
| 59    | DEL   | Juan Brigido            | 77' |
| 62    | DEL   | Jesús González          | 77' |
| D. T. | D. T. | Gerardo Espinoza        |     |

| 10 | Delantero      | Juan Angulo        | 62' |
| 18 | Centrocampista | Christian Bermúdez | 69' |
| 9  | Delantero      | César López        | 78' |
| 13 | Centrocampista | Maximiliano García | 78' |
| 26 | Delantero      | Daniel López       | 78' |

| 48  | Defensa        | Deivoon Magaña      | 62' |
| 42  | Defensa        | Juan de Dios Aguayo | 65' |
| 49  | Centrocampista | Gilberto García     | 77' |
| 182 | Delantero      | Luis Puente         | 77' |

| 55' | Armando Escobar | 1:0 |

| 8' · 38' · 90+1' | Armando Escobar Juan Portales Daniel López |

| 11' · 40' · 43' · 45' | Miguel Gómez Raúl Martínez Christopher Engelhart Oscar Macías |

| 66' · 82' | Oscar Macías Raúl Martínez |

| Principal  | Mario Terrazas Chávez           |
| Asistentes | Eder Jesús Contreras Márquez    |
|            | Sandra Elizabeth Ramírez Alemán |
| Cuarto     | Vicente Jassiel Reynoso Arce    |

| Alineación inicial |

| 20    | Guardameta     | Humberto Hernández    |     |
| 2     | Defensa        | Fernando Ramírez      | 62' |
| 5     | Defensa        | Francisco Reyes       | 78' |
| 19    | Defensa        | Juan Portales         |     |
| 27    | Defensa        | Armando Escobar       |     |
| 28    | Defensa        | Elbis                 |     |
| 6     | Centrocampista | Miguel Velázquez      |     |
| 16    | Centrocampista | Jonathan Martínez     | 69' |
| 21    | Centrocampista | Paul Galván           | 78' |
| 34    | Centrocampista | Edgar Jiménez         | 78' |
| 37    | Delantero      | Iván Ochoa            |     |
| D. T. | D. T.          | Mario García Covalles |     |

| 51    | POR   | Eduardo García          |     |
| 45    | DEF   | Raúl Martínez           |     |
| 54    | DEF   | Miguel Gómez            |     |
| 63    | DEF   | Diego Campillo          |     |
| 35    | DEF   | Sebastián Pérez Bouquet | 65' |
| 47    | MED   | Oscar Macías            |     |
| 52    | MED   | Christopher Engelhart   | 62' |
| 57    | MED   | Dylan Guajardo          |     |
| 237   | MED   | Mateo Chávez            |     |
| 59    | DEL   | Juan Brigido            | 77' |
| 62    | DEL   | Jesús González          | 77' |
| D. T. | D. T. | Gerardo Espinoza        |     |

| 10 | Delantero      | Juan Angulo        | 62' |
| 18 | Centrocampista | Christian Bermúdez | 69' |
| 9  | Delantero      | César López        | 78' |
| 13 | Centrocampista | Maximiliano García | 78' |
| 26 | Delantero      | Daniel López       | 78' |

| 48  | Defensa        | Deivoon Magaña      | 62' |
| 42  | Defensa        | Juan de Dios Aguayo | 65' |
| 49  | Centrocampista | Gilberto García     | 77' |
| 182 | Delantero      | Luis Puente         | 77' |

| 55' | Armando Escobar | 1:0 |

| 8' · 38' · 90+1' | Armando Escobar Juan Portales Daniel López |

| 11' · 40' · 43' · 45' | Miguel Gómez Raúl Martínez Christopher Engelhart Oscar Macías |

| 66' · 82' | Oscar Macías Raúl Martínez |

| Principal  | Mario Terrazas Chávez           |
| Asistentes | Eder Jesús Contreras Márquez    |
|            | Sandra Elizabeth Ramírez Alemán |
| Cuarto     | Vicente Jassiel Reynoso Arce    |

| Alineación inicial |

| 20    | Guardameta     | Humberto Hernández    |     |
| 2     | Defensa        | Fernando Ramírez      | 62' |
| 5     | Defensa        | Francisco Reyes       | 78' |
| 19    | Defensa        | Juan Portales         |     |
| 27    | Defensa        | Armando Escobar       |     |
| 28    | Defensa        | Elbis                 |     |
| 6     | Centrocampista | Miguel Velázquez      |     |
| 16    | Centrocampista | Jonathan Martínez     | 69' |
| 21    | Centrocampista | Paul Galván           | 78' |
| 34    | Centrocampista | Edgar Jiménez         | 78' |
| 37    | Delantero      | Iván Ochoa            |     |
| D. T. | D. T.          | Mario García Covalles |     |

| 51    | POR   | Eduardo García          |     |
| 45    | DEF   | Raúl Martínez           |     |
| 54    | DEF   | Miguel Gómez            |     |
| 63    | DEF   | Diego Campillo          |     |
| 35    | DEF   | Sebastián Pérez Bouquet | 65' |
| 47    | MED   | Oscar Macías            |     |
| 52    | MED   | Christopher Engelhart   | 62' |
| 57    | MED   | Dylan Guajardo          |     |
| 237   | MED   | Mateo Chávez            |     |
| 59    | DEL   | Juan Brigido            | 77' |
| 62    | DEL   | Jesús González          | 77' |
| D. T. | D. T. | Gerardo Espinoza        |     |

| 10 | Delantero      | Juan Angulo        | 62' |
| 18 | Centrocampista | Christian Bermúdez | 69' |
| 9  | Delantero      | César López        | 78' |
| 13 | Centrocampista | Maximiliano García | 78' |
| 26 | Delantero      | Daniel López       | 78' |

| 48  | Defensa        | Deivoon Magaña      | 62' |
| 42  | Defensa        | Juan de Dios Aguayo | 65' |
| 49  | Centrocampista | Gilberto García     | 77' |
| 182 | Delantero      | Luis Puente         | 77' |

| 55' | Armando Escobar | 1:0 |

| 8' · 38' · 90+1' | Armando Escobar Juan Portales Daniel López |

| 11' · 40' · 43' · 45' | Miguel Gómez Raúl Martínez Christopher Engelhart Oscar Macías |

| 66' · 82' | Oscar Macías Raúl Martínez |

| Principal  | Mario Terrazas Chávez           |
| Asistentes | Eder Jesús Contreras Márquez    |
|            | Sandra Elizabeth Ramírez Alemán |
| Cuarto     | Vicente Jassiel Reynoso Arce    |

| Alineación inicial |

| 20    | Guardameta     | Humberto Hernández    |     |
| 2     | Defensa        | Fernando Ramírez      | 62' |
| 5     | Defensa        | Francisco Reyes       | 78' |
| 19    | Defensa        | Juan Portales         |     |
| 27    | Defensa        | Armando Escobar       |     |
| 28    | Defensa        | Elbis                 |     |
| 6     | Centrocampista | Miguel Velázquez      |     |
| 16    | Centrocampista | Jonathan Martínez     | 69' |
| 21    | Centrocampista | Paul Galván           | 78' |
| 34    | Centrocampista | Edgar Jiménez         | 78' |
| 37    | Delantero      | Iván Ochoa            |     |
| D. T. | D. T.          | Mario García Covalles |     |

| 51    | POR   | Eduardo García          |     |
| 45    | DEF   | Raúl Martínez           |     |
| 54    | DEF   | Miguel Gómez            |     |
| 63    | DEF   | Diego Campillo          |     |
| 35    | DEF   | Sebastián Pérez Bouquet | 65' |
| 47    | MED   | Oscar Macías            |     |
| 52    | MED   | Christopher Engelhart   | 62' |
| 57    | MED   | Dylan Guajardo          |     |
| 237   | MED   | Mateo Chávez            |     |
| 59    | DEL   | Juan Brigido            | 77' |
| 62    | DEL   | Jesús González          | 77' |
| D. T. | D. T. | Gerardo Espinoza        |     |

| 10 | Delantero      | Juan Angulo        | 62' |
| 18 | Centrocampista | Christian Bermúdez | 69' |
| 9  | Delantero      | César López        | 78' |
| 13 | Centrocampista | Maximiliano García | 78' |
| 26 | Delantero      | Daniel López       | 78' |

| 48  | Defensa        | Deivoon Magaña      | 62' |
| 42  | Defensa        | Juan de Dios Aguayo | 65' |
| 49  | Centrocampista | Gilberto García     | 77' |
| 182 | Delantero      | Luis Puente         | 77' |

| 55' | Armando Escobar | 1:0 |

| 8' · 38' · 90+1' | Armando Escobar Juan Portales Daniel López |

| 11' · 40' · 43' · 45' | Miguel Gómez Raúl Martínez Christopher Engelhart Oscar Macías |

| 66' · 82' | Oscar Macías Raúl Martínez |

| Principal  | Mario Terrazas Chávez           |
| Asistentes | Eder Jesús Contreras Márquez    |
|            | Sandra Elizabeth Ramírez Alemán |
| Cuarto     | Vicente Jassiel Reynoso Arce    |

| Alineación inicial |

| Campeón de Campeones 2022-23 |
| ---------------------------- |
|                              |
| Tapatío                      |
| 1.º Título                   |